# Agapetus iridis
Agapetus iridis là một loài Trichoptera trong họ Glossosomatidae. Chúng phân bố ở miền Tân bắc.